# Acrogomphus fraseri
Acrogomphus fraseri е вид водно конче от семейство Gomphidae.

## Разпространение
Видът е разпространен в Индия (Карнатака и Керала).